# 柳井恒夫 (外交官)
柳井 恒夫（やない ひさお、1895年（明治28年）11月6日 - 1981年（昭和56年）7月21日）は、大正・昭和期の外交官、弁護士。

## 略歴
東京 で医師・柳井貴三の二男として生まれる。1913年に東京高等師範学校附属中学校（現・筑波大学附属中学校・高等学校）卒業、第一高等学校を経て、1919年7月、東京帝国大学法学部法律学科（独法）を卒業した。
1919年7月、外務省に入省し外務属として電信課に配属された。同年10月、高等試験外交科試験に合格。以後、シャム、フランス、ベルギー、ブラジル、外務省アジア局第一課などで勤務した。1931年1月、領事に任じられ奉天在勤となり満州事変に遭遇した。以後、アジア局第三課長、東亜局第三課長、兼東亜局第二課長、ドイツ大使館一等書記官、同参事官、ジュネーヴ総領事兼国際会議帝国事務局次長、興亜院経済部長などを歴任。1940年12月、コロンビア兼エクアドル特命全権公使に任命され、1941年3月、ボゴタに着任したが、1942年4月、公使館引揚となり、同年8月に交換船で帰国した。同年12月より外務省内に新設された戦時調査室に異動。1943年5月、ルーマニア駐箚が発令されたが赴任せず、1944年11月、条約局長に就任し、1945年6月に退官した。
1946年4月、弁護士登録を行い、極東国際軍事裁判において重光葵の主任弁護人を務めた。

## 家族・親族
- 長男：柳井乃武夫（日本国有鉄道常務理事）[4]
- 二男：柳井俊二（外交官）[1][4]
- 娘婿：柳谷謙介 （外交官）[1]

## 栄典
- 1940年（昭和15年）8月15日 - 紀元二千六百年祝典記念章[5]